# Filmfare Awards
Filmfare Awards — главная ежегодная кинопремия Индии за достижения в съёмке фильмов на языке хинди. Filmfare по значению аналогична американскому «Оскару».

## История
Впервые награждение премией Filmfare произошло в 1954 году. Первоначальное название премии было Клэр в честь обозревателя газеты The Times of India критика Клэр Мендона. Читателям журнала Filmfare было предложено проголосовать за любимых актёров. В голосовании участвовали более 20 000 человек со всей Индии. Вручение премии состоялось 21 марта 1954 года в кинотеатре города Бомбея. Награждение проходило в пяти номинациях: лучший фильм, лучший режиссёр, лучший актёр, лучшая актриса, лучшая музыка. В номинации лучшая актриса победила Мина Кумари за роль в фильме Байджу Бавра, а композитор Наушад получил награду за лучшую музыку также в фильме Байджу Бавра.
Главной наградой кинопремии является статуэтка, изображающая женщину, поднявшую руки во время танца, которую называют «Чёрная леди» (или «Леди в чёрном»). Первоначально статуэтка была разработана Фансаром под руководством арт-директора The Times of India Вальтера Лангхамера. Статуэтка сделана из бронзы, её высота 46,5 см, а масса около пяти килограммов. В рамках празднования 25-й годовщины учреждения наград статуэтка была сделана из серебра, а в честь 50-й годовщины — из золота.

## Награды
По состоянию на 2014 год, премия вручается в 31 категории.